# Nat Thewphaingam
Nat Thewphaingam (tên gốc tiếng Thái: ณัฏฐ์ ทิวไผ่งาม, RTGS: Nat Thio-phai-ngam; sinh ngày 5 tháng 6 năm 1989) là một diễn viên, ca sĩ, người mẫu, người dẫn chương trình đồng thời cũng là quán quân mùa thứ 5 của chương trình truyền hình tìm kiếm tài năng thực tế True Visions's Academy Fantasia.

## Danh sách đĩa nhạc

### Album phòng thu
- Natthew The Passion (2011)

### Đĩa đơn
| Năm  | Tựa đề                                             | Album                                             |
| ---- | -------------------------------------------------- | ------------------------------------------------- |
| 2008 | "Roo Mai"                                          | Me, My Dream and My Producer                      |
| 2009 | "Sak Khrang"                                       | Không thuộc album nào                             |
| 2009 | "Kha-yap"                                          | Không thuộc album nào                             |
| 2010 | "Muea Chan Dai Bok Rak Thoe Pai Laeo"              | The Winner Project                                |
| 2010 | "Phro Thoe"                                        | The Winner Project                                |
| 2010 | "As Ever/Still (Thai version)"                     | Nhạc phim Cô nàng đẹp trai                        |
| 2011 | "Tor Hai Ther Ja Luem"                             | Natthew The Passion                               |
| 2011 | "Noy Gwa Rak Mak Gwa Chob"                         | Natthew The Passion                               |
| 2011 | "Change"                                           | Natthew The Passion                               |
| 2011 | "Sa thern jai"                                     | Natthew The Passion                               |
| 2011 | "Love Happens"                                     | Natthew The Passion                               |
| 2011 | "Kon Samkan"                                       | Không thuộc album nào                             |
| 2012 | "She's Bad"                                        | New Natthew Project                               |
| 2012 | "Because Of You"                                   | Không thuộc album nào                             |
| 2013 | "오 제발 (Oh Please)"                              | Nhạc phim Nine: Time Travelling Nine Times Part 3 |
| 2013 | "Ying Fang Ying Jeb" ("Oh Please Ver. Thai")       | Không thuộc album nào                             |
| 2013 | "No Regret To Love You"                            | Không thuộc album nào                             |
| 2014 | "Don't Know How"                                   | Không thuộc album nào                             |
| 2014 | "잘할게 (Love will be OK)"                         | Không thuộc album nào                             |
| 2014 | "Rak Tae Kae Ma Cha" ("Love will be OK Ver. Thai") | Không thuộc album nào                             |
| 2015 | "Khothot Nai Chai"                                 | Không thuộc album nào                             |

## Danh sách phim

### Phim truyền hình
| Năm  | Tựa đề                                                      | Vai             | Đài               |
| ---- | ----------------------------------------------------------- | --------------- | ----------------- |
| 2009 | Peun See Long Hon                                           | Khách mời       | Ch 3 Thailand     |
| 2009 | Chumloey Kamathep                                           | Khách mời       | Ch 3 Thailand     |
| 2010 | Wai Puan Kuan La Fun                                        | Mai             | Ch 7 Thailand     |
| 2011 | Neur Manoot                                                 | Heman           | Ch 7 Thailand     |
| 2011 | Sanee Bangkok                                               | Phueng          | Ch 7 Thailand     |
| 2011 | Thida Wanorn 3                                              | Choeng Doi      | Ch 7 Thailand     |
| 2012 | wiwa chut chut . ha he                                      | Khách mời       | Ch 7 Thailand     |
| 2012 | Seur Saming Tee Baan Saang                                  | Pha-U/Shwe-Bo   | Ch 7 Thailand     |
| 2013 | Monstar (몬스타)                                            | Nawin Thammarat | TVN South Korea   |
| 2015 | rab sab my boss EP. Big fight                               | New             | True4U Thailand   |
| 2016 | Rak Raek Khong Chan Kap Khadi Philuek Phi Lan Khong Chaobao | GUN             | True4U Thailand   |
| 2016 | Thida Pha Sin                                               | Suranart        | PPTV Thailand     |
| 2016 | Lon the series EP. lon son hua                              | Met             | 9 Mcot Thailand   |
| 2016 | We were born in the 9th reign of the series.                | Khách mời       | One 31 Thailand   |
| 2016 | Club Friday The Series 8: Ruk Tae Rue Kae... Phuk Phan      | Jim             | GMM25 Thailand    |
| 2017 | Midti Yuwang Cheua Bpen... May Cheua Dtay                   | Art             | GMM25 Thailand    |
| 2018 | Bangkok Naruemit                                            | Sahachart       | One 31 Thailand   |
| 2018 | Rai Saneha                                                  | Dr.Thaya        | GMM 25 Thailand   |
| 2018 | Saneha stories                                              | Seri            | Ais play          |
| 2019 | You Who Came from the Stars (Vì sao đưa anh tới)            | Sun             | Ch 3 Thailand     |
| 2019 | Luk Krung                                                   | Chalong         | One 31 Thailand   |
| 2019 | Tok Kra Dai Hua Jai Ploy Jone                               | Chen Tham       | GMM 25 Thailand   |
| 2019 | Rong Tao Naree                                              | Pawin           | AmarinTV Thailand |
| 2020 | My Groom's Secret                                           | Kant            | True 4u Thailand  |
| 2020 | Monggut Dok Ya                                              | Purit           | One 31 Thailand   |
| 2021 | Đóa hoa tham vọng                                           | Venai           | One 31 Thailand   |
| 2021 | Remember You                                                | Thanat          | True 4u Thailand  |
| 2021 | The Massenger                                               | Mom Pee         | PPTV Thailand     |
| 2022 | Tayat Pan Kao Nieow                                         | Ruangrit        | One 31 Thailand   |
|      | Oh! My Sunshine Night                                       | Wannasingh      | AIS Play Thailand |

### Nhạc kịch
| Năm  | Tựa                                              | Vai                 | Ngày                                                                        | Địa điểm                                               | Nhà sản xuất                         | Ghi chú |
| ---- | ------------------------------------------------ | ------------------- | --------------------------------------------------------------------------- | ------------------------------------------------------ | ------------------------------------ | --- |
| 2011 | Fame the Musical                                 | Schlomo Metzenbaum  | 9-11, 16–18,23–25 September (12 round)                                      | M Theatre (New Pechburi Rd.)                           | DREAMBOX                             | |
| 2012 | Prisana the musical                              | Prawit rat phan lop | 16–18,23–25 March 2012 (10 round) & restage 18–20,25–27 May 2012 ( 8 round) | M Theatre (New Pechburi Rd.)                           | DREAMBOX                             | |
| 2015 | Roy-duriyang-the-musical                         | Mike                | 20–25 สิงหาคม (10 round)                                                     | Thailand Cultural Centre, Main Hall, Bangkok, Thailand | index creative village               | |
| 2016 | Butterfly lovers the musical                     | Liang san po        | 29 September – 16 October (15 round)                                        | M Theatre (New Pechburi Rd.)                           | NBC & The Musicals Society of Bangko | On 13 October, King Bhumibol Adulyadej died.The show was canceled from 13 to 16 October. Actually, there were only 10 round |
| 2017 | In dream suntaraphon                             | Chettha             | 17 June – 23 July (10 round)                                                | M Theatre (New Pechburi Rd.)                           | JSL Global Media                     | |
| 2017 | See-pan-din-the musical 2017                     | Aun                 | 11 November – 9 December 7.30 pm 10 December 1.30 am. (11 round)            | Muangthai Rachadalai Theatre, Bangkok, Thailand        | Exact & Scenario                     | Double cast Saranyu Winaipanit                                                                                              |
| 2018 | In dream suntaraphon Restage                     | Chettha             | 10 March – 1 April (6 round)                                                | M Theatre (New Pechburi Rd.)                           | JSL Global Media                     | |
| 2018 | Lod-Line-Mangkron-The Epic Musical at Lhong 1919 | Chan Chai           | 16–25 November (7 round)                                                    | LHONG 1919, Bangkok, Thailand                          | Exact & Scenario                     | |

## Chuyến lưu diễn
- 2008: The Journey of Love Concert
- 2009: AF Bachelor Dream Concert[6]
- 2009: The Greatest of the kings, the greetings of the land[7]
- 2010: Krungsi Present the 1st 3D Concert – Victory of the Winners
- 2011: KRUNGSRI AF Comedy Show Must Go On[8]
- 2012: Concert For You Kon Samkan
- 2012: The Gentlemen On Stage
- 2013: The Serenade of My Mine, My Universe
- 2013: AF5 The Infinity of Dreams Concert
- 2013: Natthew Fan Meeting in BKK 2013
- 2014: The Precious Moment with My Universe Concert
- 2015: AF Reunion V Fun มันส์ เฟิร์ม
- 2016: Eight to Eternity The Eternal Love Concert
- 2018: A Decade of Love The Concert

## Chương trình biểu diễn tại Hàn Quốc
| Năm  | Ca khúc          | Chương trình                         |
| ---- | ---------------- | ------------------------------------ |
| 2012 | She's Bad        | Mnet M! Countdown (2012.11.15)       |
| 2014 | Love Will Be OK" | Mnet M!Countdown (2014.11.13)        |
| 2014 | Love Will Be OK" | SBS MTV The Show (2014.11.18)        |
| 2014 | Love Will Be OK" | MBC Music Show Champion (2014.11.19) |
| 2014 | Love Will Be OK" | KBS World Music Bank (2014.11.21)    |
| 2014 | Love Will Be OK" | SBS MTV The Show (2014.11.25)        |
| 2014 | Love Will Be OK" | MBC Music Show Champion (2014.11.26) |
| 2014 | Love Will Be OK" | Arirang TV Simply Kpop (2014.12.05)  |

## Giải thưởng
| Năm  | Giải |
| ---- | --- |
| 2008 | Chiến thắng Academy Fantasia mùa 5                                                                                                 |
| 2009 | Nam nghệ sĩ xuất sắc nhất – Giải thưởng tạp chí Kazz                                                                               |
| 2010 | GreetZ Macho từ Giải Virgin Greetz                                                                                                 |
| 2012 | Great Gratitude to Mother Annual Award on Mother's Day 2012, National Council On Social Welfare Of Thailand Under Royal Patronage. |
| 2012 | Nghệ sĩ mới châu Á xuất sắc nhất: Thái Lan – Giải thưởng Âm nhạc Châu Á Mnet 2012                                                  |
| 2013 | Most want-to-be boyfriend from JPOP Asia Music Awards 2012                                                                         |
| 2013 | 2nd place of best single (k-pop) 2012 from JPOP Asia Music Awards 2012                                                             |
| 2014 | Favorite Solo (k-pop) 2014 from JPOP Asia Music Awards 2014                                                                        |
| 2014 | Favorite Choreography (k-pop) 2014 from JPOP Asia Music Awards 2014                                                                |
| 2014 | Sexiest Male (k-pop) 2014 from JPOP Asia Music Awards 2014                                                                         |
| 2014 | Most Want-to-be Boyfriend (k-pop) 2014 from JPOP Asia Music Awards 2014                                                            |
| 2015 | Ca sĩ yêu thích nhất – Giải thưởng tạp chí Kazz                                                                                    |
| 2015 | Honorary Award The 14th Kasetsart University                                                                                       |
| 2016 | Thai good role model Award |
| 2017 | Good role model of outstanding performer Award                                                                                     |
| 2017 | Winner of the Year @ SING YOUR FACE OFF Season3                                                                                    |
| 2018 | Outstanding filial piety Artist from Siam Ka-ne-suan award 2018                                                                    |